# Stazione di Upper Holloway
La stazione di Upper Holloway è una stazione ferroviaria della ferrovia Gospel Oak-Barking, situata nel quartiere di Holloway, facente parte del borgo londinese di Islington.

## Storia
La stazione fu aperta il 21 luglio 1868 sulla Tottenham and Hampstead Junction Railway, da Tottenham Hale alla stazione di Highgate Road (chiusa nel 1915). Upper Holloway chiuse temporaneamente tra il 31 gennaio 1870 e il 1º ottobre 1870.
Alcune tracce del passato della stazione sono visibili ancora oggi. Le tettoie in ferro battuto che coprivano le piattaforme furono demolite negli anni sessanta. Il deposito merci, aperto all'incirca nel 1870, chiuse il 6 maggio 1968. L'edificio che ospitava un tempo la biglietteria è sopravvissuto e si trova vicino all'ingresso sud (per il binario in direzione ovest verso Gospel Oak). È rimasto anche il cavalcavia pedonale al di sopra dei binari, ma è chiuso; l'unico modo di passare da una piattaforma all'altra è per mezzo di Holloway Road.
Le piattaforme erano state costruite originariamente per ospitare treni più lunghi. La sezione inutilizzata delle piattaforme non è stata demolita, ma è chiusa e in pessime condizioni di manutenzione. La cabina di segnalazione all'estremità della piattaforma è tuttora in uso.
Nel 2008, con il passaggio della linea alla London Overground, la stazione è stata ridipinta nel colore arancione della nuova gestione e dotata della nuova segnaletica che ha sostituito quella del precedente operatore Silverlink.
Upper Holloway si trovava un tempo fra le stazioni di Junction Road e di Hornsey Road, aperte nel 1872 e chiuse entrambe il 3 maggio 1943, principalmente per la loro vicinanza alla stazione di Upper Holloway.
La stazione è rimasta chiusa per i lavori di elettrificazione della linea dal 24 settembre 2016 al 27 febbraio 2017. È stato fornito un servizio temporaneo di autobus sostitutivi per la durata dei lavori.

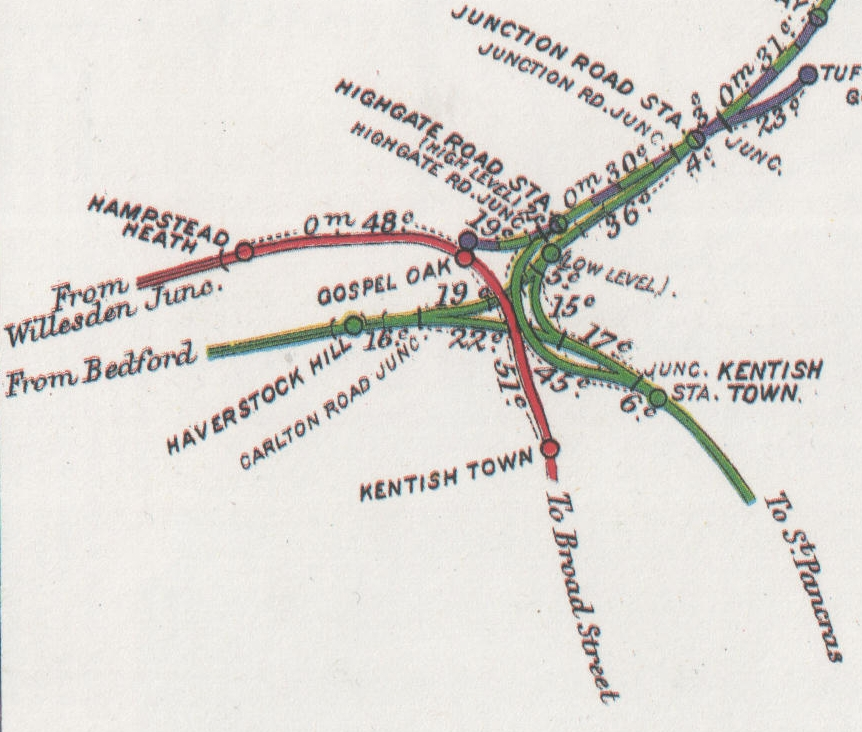
Linee ferroviarie nella zona di Highgate Road, 1914. Upper Holloway è la stazione nell'angolo in alto a destra

## Strutture e impianti
La struttura della stazione è scarna. A livello della strada soltanto alcune insegne segnalano la presenza della stazione. Holloway Road passa al di sopra della linea e i gradini e gli scivoli (per carrozzine, biciclette, ecc.) da ciascun lato del ponte conducono direttamente alle piattaforme. La stazione è dotata di un impianto di videosorveglianza, un punto di informazioni, schermi video e altoparlanti. Ci sono tettoie in mattoni su ciascuna piattaforma.
È situata nella Travelcard Zone 2.

## Movimento
La stazione è servita dalla linea Suffragette della London Overground, erogate da Arriva Rail London per conto di Transport for London.

## Interscambi
La stazione consente l'interscambio con la stazione di Archway della linea Northern della metropolitana di Londra. La distanza tra le due stazioni è di 450 metri.
La stazione è servita delle linee automobilistiche di superficie, gestite da London Buses.